# Sông Churchill
Sông Churchill (tiếng Pháp: Rivière Churchill) là một con sông lớn ở Alberta, Saskatchewan và Manitoba, Canada bắt nguồn hồ Churchill dài 1.609 kilômét (1.000 dặm). Nó được đặt theo tên của John Churchill, Công tước Marlborough I và là thống đốc của Công ty Vịnh Hudson từ năm 1685 đến 1691.
Tên địa phương Cree cho dòng sông là Missinipi, có nghĩa là "vùng nước lớn". [4]
Con sông nằm hoàn toàn trong mảng Canada. Khu vực thượng lưu bao gồm một số hồ ở Trung Đông Alberta sau đó chảy vào một loạt các hồ ở Saskatchewan và Manitoba. Chi lưu chính, sông Beaver (Canada), nhâp vào dòng sông ở hồ Île-à-la-Crosse.
Thác Nistowiak, thác nước cao nhất ở Saskatchewan nằm trên sông Rapid, chảy về phía bắc ra khỏi hồ La Rrid vào hồ Nistowiak.
Một lượng lớn dòng chảy của sông Churchill sau biên giới của 2 tỉnh Manitoba-Saskatchewan đến từ sông Reindeer. Dòng chảy từ hồ Reindeer được điều tiết bởi đập Whitesand. Từ đó, sông Churchill chảy về phía đông qua một loạt các hồ (Highrock, Granville, Southern India và Gauer), từ đó tạo ra năng lượng thủy điện cho sông Nelson, cuối cùng sông Churchill đổ vào vịnh Hudson ở Churchill, Manitoba.